# Михайловский (Константиновский район)
Миха́йловский — хутор в Константиновском районе Ростовской области.
Входит в Константиновское городское поселение.

## Население
| 2010 |
| ---- |
| 321  |

## Улицы
| - ул. Абрикосовая - ул. Береговая - ул. Березовая - ул. Виноградная | - ул. Гаражная - ул. Донецкая - ул. Еловая - ул. Топилина |

## Археология
Нижнепалеолитическое местонахождение Михайловское, расположенное в устье Северского Донца на Нижнем Дону, близко к клектонским индустриям Англии и Германии.